# Aziatisch kampioenschap voetbal onder 19 - 2000
Het Aziatisch kampioenschap voetbal onder 19 van 2000 was de 31e editie van het Aziatisch kampioenschap voetbal onder 19, een AFC-toernooi voor nationale ploegen van spelers onder de 19 jaar. Tien landen namen deel aan dit toernooi dat van 12 november tot en met 26 november 2000 in Iran werd gespeeld. Irak werd winnaar van het toernooi, in de finale werd Japan met 2–1 verslagen. China werd derde.
Dit toernooi dient tevens als kwalificatietoernooi voor het wereldkampioenschap voetbal onder 20 van 2001. De vier beste landen van dit toernooi plaatsen zich, dat zijn Irak, Japan, China en Iran.

## Groepsfase

### Groep A
| Pos. | Land     | GW | W | G | V | DV | DT | +/− | Ptn. |
| ---- | -------- | -- | - | - | - | -- | -- | --- | ---- |
| 1    | Iran     | 4  | 4 | 0 | 0 | 11 | 4  | +7  | 12   |
| 2    | Japan    | 4  | 2 | 1 | 1 | 12 | 6  | +6  | 7    |
| 3    | Koeweit  | 4  | 2 | 0 | 2 | 8  | 8  | 0   | 6    |
| 4    | Oman     | 4  | 0 | 2 | 2 | 2  | 6  | –4  | 2    |
| 4    | Thailand | 4  | 0 | 1 | 3 | 4  | 13 | –9  | 1    |

|                  |      |     |          |                                 |
| 12 november 2000 | Iran | 2–1 | Thailand | Shahid Shiroudistadion, Teheran |
| 12 november 2000 |      |     |          | Shahid Shiroudistadion, Teheran |

|                  |      |     |         |                                 |
| 12 november 2000 | Oman | 0–1 | Koeweit | Shahid Shiroudistadion, Teheran |
| 12 november 2000 |      |     |         | Shahid Shiroudistadion, Teheran |

|                  |         |     |      |                                 |
| 14 november 2000 | Koeweit | 2–3 | Iran | Shahid Shiroudistadion, Teheran |
| 14 november 2000 |         |     |      | Shahid Shiroudistadion, Teheran |

|                  |       |     |          |                                 |
| 14 november 2000 | Japan | 6–1 | Thailand | Shahid Shiroudistadion, Teheran |
| 14 november 2000 |       |     |          | Shahid Shiroudistadion, Teheran |

|                  |       |     |      |                                 |
| 16 november 2000 | Japan | 2–2 | Oman | Shahid Shiroudistadion, Teheran |
| 16 november 2000 |       |     |      | Shahid Shiroudistadion, Teheran |

|                  |          |     |         |                                 |
| 16 november 2000 | Thailand | 2–5 | Koeweit | Shahid Shiroudistadion, Teheran |
| 16 november 2000 |          |     |         | Shahid Shiroudistadion, Teheran |

|                  |         |     |       |                                 |
| 18 november 2000 | Koeweit | 0–3 | Japan | Shahid Shiroudistadion, Teheran |
| 18 november 2000 |         |     |       | Shahid Shiroudistadion, Teheran |

|                  |      |     |      |                                 |
| 18 november 2000 | Oman | 0–3 | Iran | Shahid Shiroudistadion, Teheran |
| 18 november 2000 |      |     |      | Shahid Shiroudistadion, Teheran |

|                  |          |     |      |                                 |
| 20 november 2000 | Thailand | 0–0 | Oman | Shahid Shiroudistadion, Teheran |
| 20 november 2000 |          |     |      | Shahid Shiroudistadion, Teheran |

|                  |      |     |       |                                 |
| 20 november 2000 | Iran | 3–1 | Japan | Shahid Shiroudistadion, Teheran |
| 20 november 2000 |      |     |       | Shahid Shiroudistadion, Teheran |

### Groep B
| Pos. | Land       | GW | W | G | V | DV | DT | +/− | Ptn. |
| ---- | ---------- | -- | - | - | - | -- | -- | --- | ---- |
| 1    | China      | 4  | 3 | 1 | 0 | 5  | 1  | +4  | 10   |
| 2    | Irak       | 4  | 2 | 2 | 0 | 9  | 2  | +7  | 8    |
| 3    | Zuid-Korea | 4  | 2 | 1 | 1 | 11 | 3  | +8  | 7    |
| 4    | Pakistan   | 4  | 1 | 0 | 3 | 2  | 15 | –13 | 3    |
| 4    | V.A.E.     | 4  | 0 | 0 | 4 | 6  | 12 | –6  | 0    |

|                  |            |     |       |                                 |
| 13 november 2000 | Zuid-Korea | 0–1 | China | Shahid Shiroudistadion, Teheran |
| 13 november 2000 |            |     |       | Shahid Shiroudistadion, Teheran |

|                  |                              |     |          |                                 |
| 13 november 2000 | Verenigde Arabische Emiraten | 1–2 | Pakistan | Shahid Shiroudistadion, Teheran |
| 13 november 2000 |                              |     |          | Shahid Shiroudistadion, Teheran |

|                  |          |     |            |                                 |
| 15 november 2000 | Pakistan | 0–7 | Zuid-Korea | Shahid Shiroudistadion, Teheran |
| 15 november 2000 |          |     |            | Shahid Shiroudistadion, Teheran |

|                  |      |     |       |                                 |
| 15 november 2000 | Irak | 0–0 | China | Shahid Shiroudistadion, Teheran |
| 15 november 2000 |      |     |       | Shahid Shiroudistadion, Teheran |

|                  |             |     |                              |                                 |
| 17 november 2000 | Irak        | 3–2 | Verenigde Arabische Emiraten | Shahid Shiroudistadion, Teheran |
| 17 november 2000 | Turki Ahmad |     |                              | Shahid Shiroudistadion, Teheran |

|                  |       |     |          |                                 |
| 17 november 2000 | China | 1–0 | Pakistan | Shahid Shiroudistadion, Teheran |
| 17 november 2000 |       |     |          | Shahid Shiroudistadion, Teheran |

|                  |          |                                |      |                                 |
| 19 november 2000 | Pakistan | 0–6                            | Irak | Shahid Shiroudistadion, Teheran |
| 19 november 2000 |          | Ahmad Youssef Mohammed Ibrahim |      | Shahid Shiroudistadion, Teheran |

|                  |                              |     |            |                                 |
| 19 november 2000 | Verenigde Arabische Emiraten | 2–4 | Zuid-Korea | Shahid Shiroudistadion, Teheran |
| 19 november 2000 |                              |     |            | Shahid Shiroudistadion, Teheran |

|                  |            |     |      |                                 |
| 21 november 2000 | Zuid-Korea | 0–0 | Irak | Shahid Shiroudistadion, Teheran |
| 21 november 2000 |            |     |      | Shahid Shiroudistadion, Teheran |

|                  |       |     |                              |                                 |
| 21 november 2000 | China | 3–1 | Verenigde Arabische Emiraten | Shahid Shiroudistadion, Teheran |
| 21 november 2000 |       |     |                              | Shahid Shiroudistadion, Teheran |

## Knock-outfase
|  | Halve finale          | Halve finale          |   |                       | Finale                | Finale |
|  |                       |                       |   |                       |                       |        |
|  | 24 november – Teheran |                       |   |                       |                       |        |
|  | Irak                  | 0 (6)                 |   |                       |                       |        |
|  | Irak                  | 0 (7)                 |   |                       |                       |        |
|  |                       |                       |   |                       |                       |        |
|  |                       |                       |   |                       | 26 november – Teheran |        |
|  |                       |                       |   |                       | Irak                  | 2      |
|  |                       | Japan                 | 1 |                       |                       |        |
|  |                       |                       |   |                       |                       |        |
|  |                       |                       |   |                       | Derde plaats          |        |
|  | 24 november – Teheran | 24 november – Teheran |   | 26 november – Teheran | 26 november – Teheran |        |
|  | China                 | 0                     |   | China                 | 2 (6)                 |        |
|  | Japan                 | 2                     |   |                       | Iran                  | 2 (5)  |

### Halve finale
|                  |               |            |      |                                                      |
| 24 november 2000 | Iran          | 0–0 (n.v.) | Irak | Shahid Shiroudistadion, Teheran Toeschouwers: 30.000 |
| 24 november 2000 |               |            |      | Shahid Shiroudistadion, Teheran Toeschouwers: 30.000 |
| 24 november 2000 | Strafschoppen |            |      | Shahid Shiroudistadion, Teheran Toeschouwers: 30.000 |
| 24 november 2000 | 6 – 7         |            |      | Shahid Shiroudistadion, Teheran Toeschouwers: 30.000 |

|                  |       |     |       |                                                      |
| 24 november 2000 | China | 0–2 | Japan | Shahid Shiroudistadion, Teheran Toeschouwers: 30.000 |
| 24 november 2000 |       |     |       | Shahid Shiroudistadion, Teheran Toeschouwers: 30.000 |

### Troostfinale
|                  |               |            |                                 |                                                      |
| 26 november 2000 | China         | 2–2 (n.v.) | Iran                            | Shahid Shiroudistadion, Teheran Toeschouwers: 30.000 |
| 26 november 2000 | Qu Bo ,       |            | pen' Javad Kazemian Eman Mobali | Shahid Shiroudistadion, Teheran Toeschouwers: 30.000 |
| 26 november 2000 | Strafschoppen |            |                                 | Shahid Shiroudistadion, Teheran Toeschouwers: 30.000 |
| 26 november 2000 | 6 – 5         |            |                                 | Shahid Shiroudistadion, Teheran Toeschouwers: 30.000 |

### Finale
|                  |                    |            |                   |                                 |
| 26 november 2000 | Irak               | 2–1 (g.g.) | Japan             | Shahid Shiroudistadion, Teheran |
| 26 november 2000 | Mohammed 16', 104' |            | 61' Yutaka Tahara | Shahid Shiroudistadion, Teheran |

1959 · 1960 · 1961 · 1962 · 1963 · 1964 · 1965 · 1966 · 1967 · 1968 · 1969 · 1970 · 1971 · 1972 · 1973 · 1974 · 1975 · 1976 · 1977 · 1978 · 1980 · 1982 · 1985 · 1986 · 1988 · 1990 · 1992 · 1994 · 1996 · 1998 · 2000 · 2002 · 2004 · 2006 · 2008 · 2010 · 2012 · 2014 · 2016 · 2018 · 2023

Jeugdtoernooi AFC mannen: onder 22 · onder 17

Jeugdtoernooi AFC vrouwen: onder 16 · onder 19